# استیلی هالوو (اکلاهما)
استیلی هالوو(به انگلیسی: Steely Hollow) شهری در ایالت اکلاهما کشور ایالات متحده آمریکا است که جمعیت آن در سرشماری سال ۲۰۱۰ میلادی، ۲۰۶ نفر بوده‌است.